# Bell X-16
De Bell X-16 was een X-vliegtuig ontworpen in de jaren 50 van de 20e eeuw in de Verenigde Staten; het was bedoeld te fungeren als verkenningsvliegtuig voor grote hoogten. Er is een model gebouwd; het project werd echter afgelast ten gunste van de Martin RB-57 voordat er een toestel was voltooid. Het ontwerpen van de X-16 was feitelijk bedoeld om de Sovjet-Unie tijdens de Koude Oorlog om de tuin te leiden met de ware aard van het vliegtuig.

## Ontwikkeling
Tijdens de tweede helft van 1953 werd er voor de US Air Force door 3 vliegtuigfabrieken, Bell, Fairchild en Glenn Martin onderzoek gedaan naar verkenningsvliegtuigen die hun werk op grote hoogten konden doen. Al deze ontwerpen gebruikten Pratt & Whitney J57-19 motoren. De Bell X-16 en de Martin B-57D werden gekozen voor verdere ontwikkeling. In 1956 werd door de luchtmacht de RB-57 gekozen waarbij het X-16-ontwerp verviel. Er was al een model op ware grootte gemaakt dat voor 80% vliegklaar was. Het was ontworpen voor verkenning niet alleen op grote hoogte, maar ook over lange afstanden. Er waren er 28 besteld, waarvan er, zoals al aangegeven, geen is voltooid.
De X-16 was baanbrekend met zijn ontwerp: hij had lange vleugels (35 meter) met een erg hoge aspect ratio (11,9), dus relatief smal; deze waren aanzienlijk lichter en flexibeler dan gebruikelijke straalvliegtuigvleugels. Het hele toestel werd zo licht mogelijk gemaakt om een vlucht van 3.600 kilometer op 70 000 voet (21,34 km) hoogte te kunnen uitvoeren zonder bijtanken.
Hoewel er nooit een X-16 is voltooid heeft het lichtgewicht ontwerp bijgedragen aan vliegtuigontwerp in het algemeen. Het werd ook de drijvende kracht achter de ontwikkeling van de J57-straalmotor die later de Lockheed U-2 en andere vliegtuigen zou aandrijven.
X-1 · X-2 · X-3 · X-4 · X-5 · X-6 · X-7 · X-8 · X-9 · X-10 · X-11 · X-12 · X-13 · X-14 · X-15 · X-16 · X-17 · X-18 · X-19 · X-20 · X-21 · X-22 · X-23 · X-24 · X-25 · X-26 · X-27 · X-28 · X-29 · X-30 · X-31 · X-32 · X-33 · X-34 · X-35 · X-36 · X-37 · X-38 · X-39 · X-40 · X-41 · X-42 · X-43 · X-44 · X-45 · X-46 · X-47 · X-48 · X-49 · X-50 · X-51 · X-53 · X-57 ·  X-59